# Tony Longo
Tony Longo (ur. 11 września 1984 w Feltre) – włoski kolarz górski, czterokrotny medalista mistrzostw świata i dwukrotny medalista mistrzostw Europy.

## Kariera
Pierwszy sukces w karierze Tony Longo osiągnął w 2002 roku, kiedy zdobył brązowy medal wśród juniorów na mistrzostwach świata w Kaprun. W 2005 roku reprezentacja Włoch w składzie: Marco Bui, Tony Longo, Eva Lechner i Johannes Schweiggl zdobyła srebrny medal w sztafecie podczas mistrzostw świata w Livigno i złoty na mistrzostwach Europy w Kluisbergen. Wspólnie z Cristianem Cominellim, Evą Lechner i Yaderem Zolim srebro zdobył też na rozgrywanych rok później mistrzostwach świata w Rotorua. W 2006 roku zdobył także indywidualnie brązowy medal w cross-country U-23 na mistrzostwach Europy w Limosano. Ponadto w 2004 roku był mistrzem Włoch w maratonie, a rok później zdobył złoty medal wśród młodzieżowców na mistrzostwach kraju w cross-country. Nigdy nie startował igrzyskach olimpijskich.